# Srebrne Kaskady
Srebrne Kaskady (niem. Silberfall, 936 m n.p.m.) – wodospad w Sudetach Zachodnich, w Karkonoszach, województwie dolnośląskim.
Srebrne Kaskady znajdują się w południowo-zachodniej Polsce, w Sudetach Zachodnich, w środkowej części Karkonoszy, na północnym zboczu Śląskiego Grzbietu, na południe od miejscowości Przesieka.
Jest to ciąg kilku małych wodospadów, a raczej porohów na spływającym po zboczu Śląskiego Grzbietu w głębokiej dolinie górskim potoku o nazwie Srebrny Potok, poniżej Ptasich Skał.